# João Bráz de Aviz
João Bráz de Aviz (sinh 1947) là một Hồng y người Brazil của Giáo hội Công giáo Rôma. Ông hiện đảm nhận cương vị Tổng trưởng Thánh bộ Về Các viện nghiên cứu đời sống tận hiến và các hiệp hội của đời sống tông đồ, gọi tắt là Thánh Bộ Tu sĩ. Trước đó, ông cũng giữ nhiều chức vị khác nhau tại quê nhà: Giám mục Phụ tá Vitória, Giám mục chính tòa Ponta Grossa, Tổng giám mục Maringá rồi Tổng giám mục Brasília.

## Tiểu sử
Hồng y Bráz de Aviz sinh này 24 tháng 4 năm 1947 tại Mafra, Brazil. Sau quá trình tu học, ngày 26 tháng 11 năm 1972, ông được phong chức linh mục bởi Giám mục Romeu Alberti, Giám mục Chánh tòa Giáo phận Apucarana, Parana. Tân linh mục cũng là thành viên linh mục đoàn giáo phận này.
Ngày 6 tháng 4 năm 1994, Tòa Thánh loan tin bổ nhiệm linh mục João Bráz de Aviz làm Giám mục Hiệu tòa Flenucleta, chức vị giám mục Phụ tá Tổng giáo phận Vitória, Espirito Santo. Lễ tấn phong cho tân giám mục được cử hành vào ngày 31 tháng 5 cùng năm, bởi các vị chủ sự nghi thức gồm: Domingos Gabriel Wisniewski, C.M., Giám mục Giáo phận Apucarana làm chủ phong, hai vị phụ phong gồm Tổng giám mục Silvestre Luís Scandián, S.V.D., Tổng giám mục Vitória và Acácio Rodrigues Alves, giám mục Giáo phận Palmares, Pernambuco. Tân giám mục chọn khẩu hiệu:Todos sejam um.
Ngày 12 tháng 8 năm 1998, Tòa Thánh chuyển giám mục Bráz de Aviz vào vị trí Giám mục chính tòa Giáo phận Ponta Grossa, Parana. Sau đó 4 năm, ngày 12 tháng 7 năm 2002, Tòa Thánh thăng ông lên chức vị Tổng giám mục Tổng giáo phận Maringá, Parana.  Chưa đầy hai năm sau đó, ngày 28 tháng 1 năm 2004, Tòa Thánh chọn ông vào vị trí Tổng giám mục Tổng giáo phận Brasília, Distrito Federal và ông đã đến nhận ngai tòa ngày 27 tháng 3 sau đó.
Giáo hoàng Biển Đức XVI chọn Tổng giám mục João Bráz de Aviz vào chức vị Tổng Trưởng Thánh bộ Về Các viện nghiên cứu đời sống tận hiến và các hiệp hội của đời sống tông đồ, gọi tắt là Thánh Bộ Tu sĩ ngày 4 tháng 1 năm 2011. Trong Công nghị Hồng y năm 2012 cử hành ngày 18 tháng 2, Giáo hoàng vinh thăng ông tước vị Hồng y Nhà thờ Sant’Elena fuori Porta Prenestina. Ông đã đến nhận ngai tòa nhà thờ của mình này ngày 20 tháng 3 sau đó. Ông được Giáo hoàng Phanxicô tái bổ nhiệm vào chức vụ này sau khi được bầu làm giáo hoàng.
Trong vòng 5 ngày từ ngày 2 đến ngày 7 tháng  9 năm 2018, ông sang Việt Nam tham ba Giáo tỉnh mà đại diện là các Tổng giáo phận Hà Nội, Huế và Sài Gòn. Ngoài ra, ông cũng đến thăm Giáo phận Xuân Lộc.

## Hình ảnh

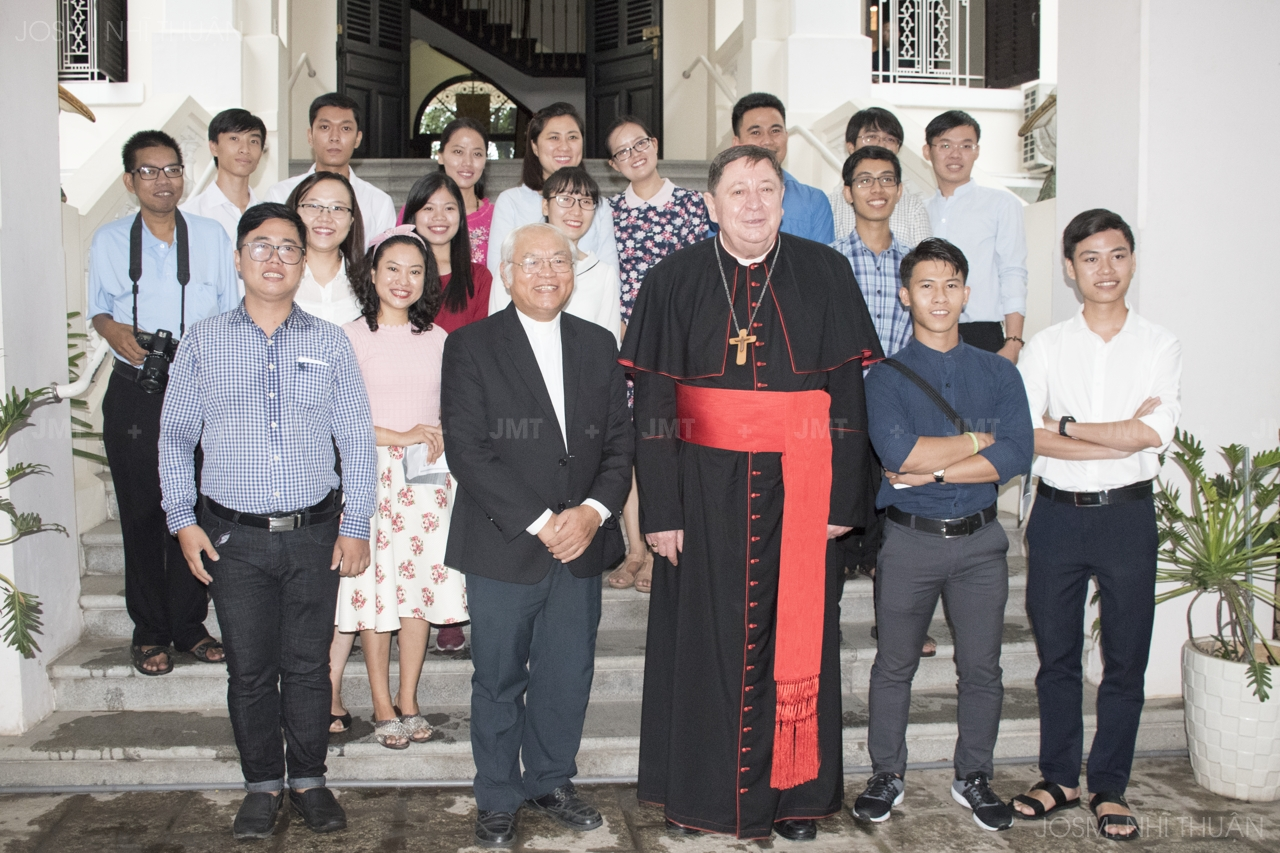
Hồng y Tổng trưởng Thánh bộ Tu sĩ chụp hình cùng Văn phòng Tu sĩ Tổng giáo phận Tp.HCM